# Dejan Bodiroga
Dejan Bodiroga (Zrenjanin, 2. ožujka 1973.) bivši je srbijanski košarkaš. Neki košarkaški znalci smatraju ga najboljim igračem koji nikada nije igrao u NBA ligi. S reprezentacijom Jugoslavije, Bodiroga je osvojio srebro na Olimpijskim igrama 1996., dva Svjetska prvenstva i 3 Europska prvenstva.

## Rane godine
U početku je trenirao nogomet, a košarkom se počeo baviti s 13 godina u košarkaškom klubu Mašinac, pod nadzorom trenera Radeta Prvulova. U prvu momčad Mašinca ulazi sa samo 15 godina, u koju ga je uveo Miodrag Nikolić, bivši košarkaš OKK Beograda i jugoslavenski reprezentativac.

## Zadar
Bodirogina je profesionalna karijera započela sa 17 godina, kada ga je u košarkaškom kampu u Puli primijetio bivši Zadrov igrač Krešimir Ćosić. Ćosić je 1989. uvjerio Bodiroginu obitelj da dopusti sinu prijeći u Zadar. Prvu sezonu u Zadru je propustio zbog neriješenog statusa s Vojvodinom, s kojom je navodno potpisao ugovor. U Zadru je trenirao dva puta dnevno pod paskom Josipa Grdovića, trenera juniorske momčadi. Raspored treninga sastojao se od jutarnjeg trosatnog (od 7 do 10) i večernjeg četverosatnog treninga (od 8 navečer do ponoći). U to je vrijeme Bodiroga pozvan u jugoslavensku mladu reprezentaciju. Bio je najmlađi igrač juniorske reprezentacije koja je osvojila 5. mjesto na Europskom prvenstvu u Groningenu. Na tom prvensvu nije se naigrao, ali je na svjetskom juniorskom prvenstvu 1991. u Edmontonu bio najkorisniji igrač prvenstva. Jugoslaviju je u utakmici za treće mjesto porazila Argentina. Dana 4. lipnja 1991. debitirao je za seniorsku reprezentaciju u porazu od Španjolske na Mediteranskim igrama u Ateni.
Bodirogina karijera u Zadru došla je do preuranjenog kraja kada je izbio rat u Hrvatskoj. Njegov mentor Ćosić (koji je u to vrijeme trenirao AEK) organizirao je probe u AEK-u i Olympiakosu. Oba kluba su nudila Bodirogi ugovor pod uvjetom da uzme grčko državljanstvo, što je on odbio. Ćosić je onda procijenio da je za njega najbolja sredina Trst, čija je košarkaška momčad, u kojoj su radili Bogdan Tanjević i Aleksandar Nikolić, ušla u prvu ligu.

## Trst
Bodiroga nije mogao odmah igrati za Stefanel, jer su mjesta za strance popunili Larry Middleton i Sylvester Gray. Sportski list Gazetta dello sport ga je krajem 1992. postavio na 15. mjesto ljestvice najboljih igrača Europe, zajedno sa Slovencem Jurijem Zdovcem.
Već u svojoj prvoj profesionalnoj sezoni imao je prosjek od 21,2 koša. Prvu briljantnu utakmicu odigrao je 10. siječnja 1993. kada je u susretu s Benettonom postigao 32 koša. Dejan Bodiroga je imao još jednu odličnu sezonu u Trstu, a ovog puta je Trst stigao do poluzavršnice talijanskog prvenstva u kojem ih je s 3:0 savladao Scavolini iz Pesara, predvođen Carltonom Myersom. Krajem 1993., na Božićnom turniru u Madridu proglašen je za najboljeg igrača, a Stefanel je zauzeo treće mjesto. Realu je zabio 31, a brazilskoj reprezentaciji i Estudiantesu po 21 koš. Trst je stigao i do završnice Kupa Radivoja Koraća u kojem je poražen od solunskog PAOK-a, u kojem su igrali Zoran Savić, Walter Berry i Branislav Prelević. Ovime je završila Bodirogina karijera u Trstu, budući je ekipa izgubila Stefanelovu potporu, koju je dao Olimpiji, zbog čega su trener Tanjević i većina igrača Trsta (Gregor Fučka, Alessandro De Pol i Ferdinando Gentile) prešli u Milano.

## Olimpia Milano
Sezona 1994./1995. bila je dobra za Bodirogu. Olimpia je u europskim natjecanjima stigla do završnice Kupa Radivoja Koraća, u kojem ih je savladala berlinska ALBA Svetislava Pešića, koji će igrati veliku ulogu u kasnijoj Bodiroginoj karijeri. U prvenstvu Italije klub je stigao do poluzavršnice, u kojem ih je s 3:2 porazio klub koji je kasnije postao prvakom Buckler, za kojeg je tada igrao Predrag Danilović.
U ljeto 1995. Bodiroga s reprezentacijom osvaja Europsko prvenstvo u košarci 1995. u Ateni u jednom od najskandaloznijih završnica u povijesti europskih natjecanja protiv Litve, za koju su igrali Arvydas Sabonis, Šarūnas Marčiulionis i Rimas Kurtinaitis. Istog ljeta Bodirogu su na NBA draftu odabrali Sacramento Kingsi kao 51. ukupno u 2. krugu drafta.
Sljedeće sezone Olimpia je osvojila Kup Italije, ali je opet poražena u završnici Kupa Radivoja Koraća, ovaj put od turskog Efes Pilsena. U prvenstvu Italije Bodiroga je prosječno postizao 23,3 koša u 32 odigrane utakmice i odveo momčad u doigravanje. U poluzavršnici su svladali Buckler s 3:1, a u završnici su porazili Teamsystem Myersa, Đorđevića i Alessandra Frosinia.
Na Olimpijskim igrama 1996. u Atlanti Bodiroga je osvojio srebrnu medalju nakon što je srpskocrnogorska izabrana momčad u 30 minuta namučila američki Dream team za koji su igrali Shaquille O'Neal, Hakeem Olajuwon, Charles Barkley, Scottie Pippen, Karl Malone i mnoge druge NBA zvijezde. 

## Real Madrid
U ljeto 1996., Bodiroga je prešao u madridski Real kojeg je tada trenirao Željko Obradović. S Realom je stigao do prvenstvene završnice, ali je Real izgubio u petoj utakmici od svog vječnog rivala Barcelone, za koji su igrali Đorđević, Jerrod Mustaf i Artūras Karnišovas. Real se je morao zadovoljiti osvajanjem naslova europskog Kupa pobjednika kupova.
S reprezentacijom Bodiroga je obranio zlatnu medalju na Europskom prvenstvu 1997. u Barceloni.
Sljedeće sezone Real je napustio Željko Obradović, koji je otišao u talijanski Benetton Treviso. Doigravanje je Bodirogu završilo kada je Real u poluzavršnici prvenstva ispao od Manrese. Iste te sezone proglašen je za najkorisnijeg igrača lige.
Na Svjetskom prvenstvu 1998. u Ateni, Bodiroga je osvojio zlatnu medalju. U polufinalnoj utakmici protiv Grčke Bodiroga je igrao pod injekcijama i ukupno postigao 30 koševa. U završnici su porazili Rusija 64:62, a Bodiroga je proglašen za najkorisnijeg igrača prvenstva. Krajem te iste godine proglašen je za najboljeg sportaša Jugoslavije i najboljeg košarkaša Europe.

## Panathinaikos
U ljeto 1998. Bodiroga je potpisao za grčki Panathinaikos, koji je te sezone osvojio nacionalno prvenstvo nakon 14 godina pauze, a predsjednik kluba Pavlos Giannakopoulos je slagao momčad koja će biti dovoljno jaka da osvoji Euroligu. Bodiroga je bio posljednji dio slagalice koja je već uključivala Dina Rađu, Fragiskosa Alvertisa i trenera Slobodana Subotića. Panathinaikos je uspio obraniti naslov prvaka, ali nije uspio osvojiti Euroligu. Usprkos tome Dejan Bodiroga proglašen je za najboljeg igrača grčkog prvenstva.
Na Europskom prvenstvu 1999. u Francuskoj, Jugoslavija je osvojila brončanu medalju, izgubivši u poluzavršnici od Italije 71:62. Bodiroga je zbog ozljeda drugih igrača prvenstvo igrao na poziciji razigravača. 
Sljedeće sezone Panathinaikos, pojačan novim trenerom Željkom Obradovićem i Željkom Rebračom osvojio je grčko prvenstvo i Euroligu, pobijedivši u završnici izraelski Maccabi Tel Aviv, dok je Bodiroga ponovo uzeo naslov najboljeg igrača grčkog prvenstva.
Na Olimpijskim igrama 2000. u Sydneyju Jugoslavenska košarkaška reprezentacija je podbacila i zauzela tek šesto mjesto u ukupnom poretku.
U lipnju 2001. osvojio je treći uzastopni naslov prvaka Grčke. U sezoni 2000./01. bio je i najprecizniji igrač grčkog prvenstva u postotku šuta za 2 (64,2 %).
Uoči Europskog prvenstva 2001. u Turskoj Dejan Bodiroga je izabran za kapetena Jugoslavenske reprezentacije. Na tom prvenstvu je zabilježio 100. nastupa za reprezentaciju i to protiv Estonije u pobjedi 86:73. Reprezentacija je vodio Svetislav Pešić, koji je osvojio naslov prvaka Europe, savladavši u završnici domaćina Tursku sa 78:69.
Sljedeće sezone s Panathinaikosom je ponovo osvojio Euroligu.
Najveći uspjeh u Bodiroginoj karijeri je zlatna medalja sa Svjetskog prvenstva 2002. u SAD-u. U završnici je Argentina vodila sa 74:66, dvije minute i 17 sekundi prije kraja, a Bodiroga je sam donio produžetak, postigavši svih devet koševa za Jugoslaviju u posljednje dvije minute.
Te godine dobio je tri priznanja za najkorisnijeg igrača: za završnicu Svjetskog prvenstva, za TOP 16 Eurolige i za završnicu Eurolige. Kao najbolji igrač svijeta izvan NBA lige, u ljeto iste godine odlazi u španjolsku Barcelonu.

## Barcelona
Već u prvoj sezoni u Barceloni, opet pod trenerkom paskom Svetislava Pešića, osvojio je trostruki naslov: prvenstvo i španjolski kup te naslov europskog prvaka na završnom turniru u Barceloni. U roku od tri mjeseca osvojio je dva naslova za najkorisnijeg igrača: na završnim turnirima Kupa Kralja i Eurolige.